# Европейская солея
Европейская солея, или европейский морской язык (лат. Solea solea) — вид лучепёрых рыб из семейства солеевых (Soleidae) отряда камбалообразных, бледно-коричневой окраски с тёмными пятнами. Тело покрыто мелкой чешуёй, что делает рыбу жёсткой на ощупь. Нерест с марта по май в прибрежных водах. На зиму европейская солея возвращается на глубину, при низкой температуре воды морской язык малоподвижен.
Родовое и видовое название от лат. Sole, что означает «подмётка» из-за некоторой похожести формы морских языков на обувную подошву. Кроме того, раньше он назывался большеглазым морским языком, глубоководным морским языком и т. п.

## Описание
Маленькие глаза расположены близко друг к другу на правой стороне тела. Это даёт рыбе возможность прятаться, полузарывшись в песок, в поисках добычи. Европейский морской язык, подобно другим камбалам, вылупляется из икринки как «обычная» рыба с одним глазом на каждой стороне тела. Молодые особи приобретают «камбаловидный» облик, когда их длина составляет около одного сантиметра. Глазная сторона серовато-коричневая, слепая белая. Максимальная длина европейского морского языка приближается к 70 см.

## Распространение и среда обитания

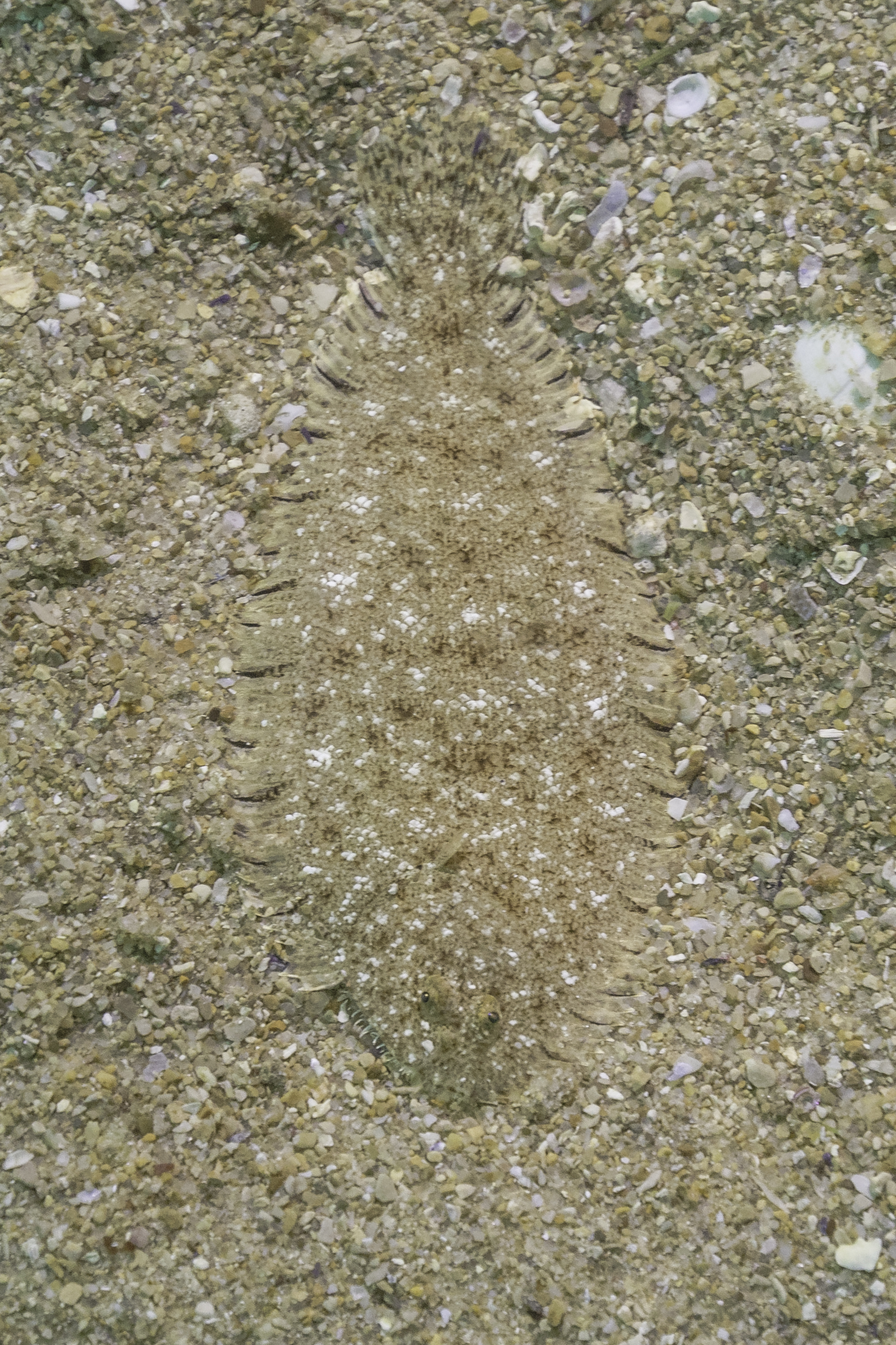
Европейский морской язык замаскировался на песчаном дне.

Предпочитает относительно мелководье (10-60 м) с песком или илом, покрывающим дно. Их можно встретить на глубине до 200 м. Их предпочтительный диапазон температур составляет 8-24 °C.
Они встречается в восточной части Атлантического океана, от юга Норвегии до Сенегала и почти во всем Средиземноморье. Зимой он уходит в несколько более теплые воды южного Северного моря.

## Питание
Европейская солея питается ночью. Её рацион состоит из червей, моллюсков и ракообразных.

## Жизненный цикл
Европейская солея достигает половой зрелости в возрасте 3-5 лет, после чего может начать размножаться. Нерест обычно происходит с февраля по май, но в более теплых регионах он может проходить и в начале зимы. Обычно это происходит на мелководье в прибрежных водах при температуре 6-12 °C.
После оплодотворения яиц инкубационный период длится около пяти дней. Примерно через 35 дней происходит метаморфоз.
Максимальный зарегистрированный возраст — 26 лет.

## Экология
Эктопаразитом европейской солеи является пиявка Hemibdella soleae. Личинки этой пиявки садятся на верхнюю поверхность рыбы, единственную её часть, не погружённую в осадок, и при дальнейшем развитии мигрируют на нижнюю сторону, где прикрепляются присосками, питаясь кровью рыбы.

## Блюда из европейской солеи и риски истребления

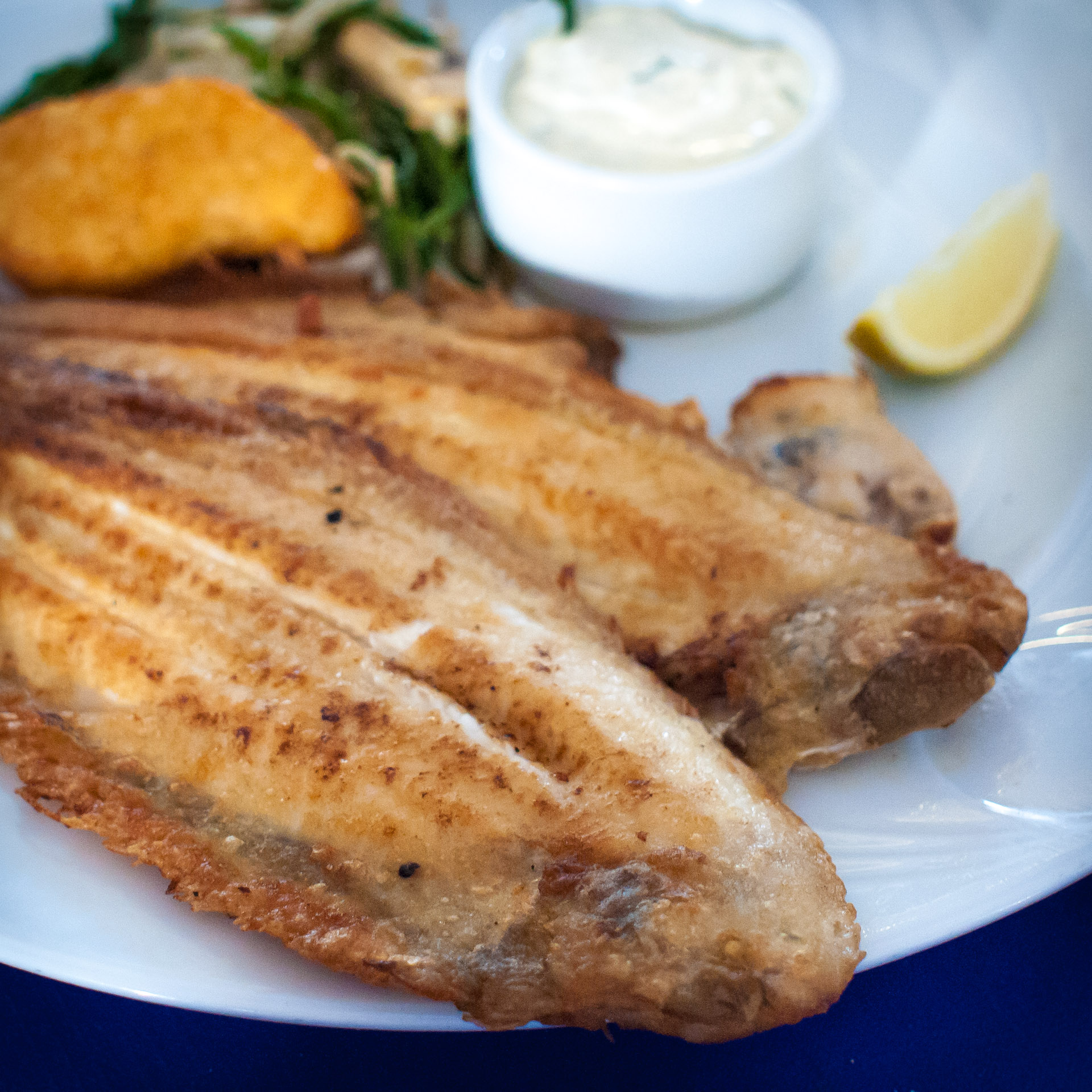
Жареные на сливочном масле мелкие «морские языки» — популярное блюдо в голландской кухне.

Повара ценят европейскую солею за её мягкий, маслянистый, сладкий вкус и универсальность, а также за простоту приготовления филе. Из рыбы получается филе, которое хорошо подходит ко множеству рецептов разнообразных европейских кухонь.
Sole meunière — классическое французское рыбное блюдо из обжаренной в муке и сливочном масле солеи.
Так как морской язык считается деликатесом и весьма ценится гурманами, в магазинах под видом морского языка зачастую продают другую рыбу — Pangasianodon hypophthalmus, либо же обыкновенную пангасию с коммерческим названием «пангасиус». Из-за громкой известности среди любителей морепродуктов европейской солеи её английское название «Dover sole» («дуврская камбала») перешло и на восточно-тихоокеанский вид Microstomus pacificus, совершенно иную рыбу с другими кулинарными свойствами: у тихоокеанской камбалы более тонкое, менее твердое филе и оно продается по более низкой цене.
В 2010 году Гринпис International добавил европейскую солею в свой красный список морепродуктов. «Красный список морепродуктов Greenpeace International — это список рыбы, которая обычно продается в супермаркетах по всему миру и имеет очень высокий риск того, что она добыта при риске чрезмерного вылова».